# Counter-Strike (серија видео-игара)
Counter-Strike ( CS ) је серија тактичких видео игрица пуцачина у првом лицу за више играча у којима се тим терориста бори да изврши чин терора (бомбардовање, узимање талаца, атентат) док противтерористи покушавају да их спрече (дефузија бомбе, спасавање талаца, мисија пратње). Серија је почела на Виндоус- у 1999. године објављивањем прве игре, Counter-Strike . Првобитно је објављен као модификација („мод“) за Half-Life коју су дизајнирали Минх „Гусман“ Ле (Minh "Gooseman" Le) и Џес Клиф (Jess Cliffe) пре него што су права на интелектуалну својину мода стекли Валве, програмери Half-Life-а , који је затим претворио Counter-Strike у малопродајни производ објављен 2000. године.
Оригинални Counter-Strike је пратио Counter-Strike: Condition Zero, који је развио Turtle Rock Studio и објављен у марту 2004. Претходна верзија Condition Zero коју је развио Ritual Entertainment објављена је заједно са њом као Condition Zero: Deleted Scenes . Осам месеци касније, Валв је објавио Counter-Strike: Source, римејк оригиналног Counter-Strike -а и први у серији који ради на Валвеовом тада новокреираном Source погону.  Четврту игру у главној серији, Counter-Strike: Global Offensive, објавио је Валве 2012. године за Виндоус, OS X, Xbox 360 и PlayStation 3 . Hidden Path Entertainment, који је радио на CS:Source након објављивања, помогао је у развоју игре заједно са Валвеом.  Counter Strike 2 је најављен у марту 2023., са пробним датумом изласка у лето 2023.
Током година је креирано неколико спиноф наслова трећих страна за азијска тржишта. То укључује серију CS:Online, CS:Neo и CS:Nexon Studio .

## Игра
CS је тактичка пуцачина из првог лица за више играча са фокусом на задатке . Два супротстављена тима — терористи и антитерористи — такмиче се у режимима игре како би постигли циљеве, као што је обезбеђивање локације за постављање или деактивирање бомбе и спасавање или чување талаца.   На крају сваке рунде, играчи се награђују на основу њиховог индивидуалног учинка валутом у игри коју могу потрошити на моћније оружје у наредним рундама. Победа у рунди резултира више новца него губљење и испуњавање циљева као што је убијање непријатељских играча даје готовинске бонусе.  Некооперативне акције, као што је убијање саиграча, резултирају казном. 
| 2000 | Counter-Strike                   |
| 2001 |                                  |
| 2002 |                                  |
| 2003 |                                  |
| 2004 |                                  |
| 2005 |                                  |
| 2006 |                                  |
| 2007 |                                  |
| 2008 | Counter-Strike Online            |
| 2009 |                                  |
| 2010 |                                  |
| 2011 |                                  |
| 2012 | Counter-Strike: Global Offensive |
| 2013 | Counter-Strike Online 2          |
| 2014 | Counter-Strike Nexon: Zombies    |
| 2015 |                                  |
| 2016 |                                  |
| 2017 |                                  |
| 2018 |                                  |
| 2019 |                                  |
| 2020 |                                  |
| 2021 |                                  |
| 2022 |                                  |
| 2023 | Counter-Strike 2                 |

### Counter-Strike
Првобитно модификација за Half-Life, права на Counter-Strike, као и програмере који раде на њему, Валве је купио 2000. године.
Игра је добила порт на Xbox 2003.  Такође је пренет на OS X и Линукс у облику бета верзије у јануару 2013. Пуно издање објављено је у априлу 2013.  

### Condition Zero
Counter-Strike је праћен са Counter-Strike: Condition zero, који је развио Turtle Rock Studios и објављен 2004. Користио је Half-Life GoldSrc погон, сличан свом претходнику. Поред режима за више играча, укључивао је и режим за једног играча са „пуном“ кампањом и бонус нивоима. Игра је добила помешане критике за разлику од свог претходника и убрзо је уследио даљи улазак у серију под називом Counter-Strike: Source . 

### Source
Counter-Strike: Source је била прва јавно објављена игра од стране Валвеа која је радила на Source погону. CS: Source је првобитно објављен као бета верзија за чланове Валве сајбер кафе програма 11. августа 2004.   18. августа 2004. бета је пуштена власницима Counter-Strike: Condition Zero и онима који су добили ваучер за Half-Life 2 у пакету са неким АТИ Радеон видео картицама .  Иако је првобитно издање укључивало само верзију за Мицрософт Виндовс, игра је на крају добила порт на OS X 23. јуна 2010. године, са Линукс портом након тога 2013.  

### Global Offensive
Counter-Strike: Global Offensive је било четврто издање главне серије Counter-Strike коју је развио Валве 2012. Слично као CS:SOurce, игра ради на Source погону. Доступан је на Мајкрософт Виндоусу, OS X и Линуксу, као и на Xbox 360 и PlayStation 3 конзолама, а компатибилан је и са Xbox One конзолом.

### Counter-Strike 2
22. марта 2023. године, Валве је најавио Counter-Strike 2, који користи Source 2 погон игре. Тренутно је предвиђен за издавање лета 2023. као бесплатна надоградња на Глобалну офанзиву .    1. септембра 2023. објављен је као ограничена бета верзија, са играчима који су испунили одређене критеријуме у Глобалној офанзиви .  

## Спинофови

### Нео
Јапанска аркадна адаптација CS. Издаје га Namco и ради на Линукс систему.  Игра укључује аниме дизајниране ликове у футуристички дизајнираној верзији Counter-Strike-а . Додат је избор мисија за једног играча, мини-игаре и сезонски догађаји како би се продужило интересовање за игру код играча. 

### Онлајн серија
Counter-Strike: Online је бесплатни спиноф доступан у великом делу источне Азије. Развио га је Nexon, уз надзор Валвеа . Користи модел микроплаћања којим управља прилагођена верзија Steam бекенд-а .  Најављен 2012. године и намењен азијском тржишту игара, наставак под називом Counter-Strike: Online 2 развио је Nexon на Source погону и објављен 2013. 

### Нексон: Студио
У августу 2014. Нексон је најавио Counter-Strike: Nexon: Zombies, бесплатни спиноф са тематиком зомбија,  развијен на платформи за игру GoldSrc .  23. септембра 2014. отворена је бета верзија на Steam-у.  Игра је покренута 7. октобра 2014, са 50 мапа и 20 начина игре.  Игра садржи и режиме играча против играча као што су тимски меч смрти, спасавање талаца, деактивирање бомбе и режими играча против окружења као што су мисије сарадње и одбрана базе.  Пријем критичара је генерално био негативан са критикама које су биле усмерене на лош кориснички интерфејс игре, микротрансакције  и застарелу графику.  30. октобра 2019. Counter-Strike: Nexon: Zombies је преименован у Counter-Strike: Nexon: Studio . 

## Такмичарска игра
Counter-Strike има преко 20 година такмичарске игре почевши од оригиналног Counter-Strike -а . Први велики турнир одржан је 2001. у Професионалној лиги сајбер атлета (Cyberathlete Professional League.). Лига, заједно са World Cyber Games и Electronic Sports World Cup куп, били су међу највећим турнирима за Counter-Strike серију до 2007. Од 2013. године, Валве је спонзорисао Counter-Strike: Global Offensive Major Championships са великим наградним фондовима и постали су најпрестижнији турнири у CS:GO .  

## Пријем
Counter-Strike се сматра једним од најутицајнијих пуцачина из првог лица у историји. Серија има велику такмичарску заједницу и постала је синоним за пуцачине из првог лица. 
1. ↑  „VALVE ANNOUNCES COUNTER-STRIKE: GLOBAL OFFENSIVE (CS: GO)”. Steam. Valve. 12. 8. 2011. Архивирано из оригинала 22. 2. 2014. г. Приступљено 21. 3. 2012.
2. 1 2  Pinsof, Allistair (24. 8. 2012). „Review: Counter-Strike: Global Offensive”. Destructoid. Архивирано из оригинала 1. 1. 2017. г. Приступљено 7. 4. 2014.
3. ↑  Owen, Phil (31. 8. 2012). „GAME BYTES: 'Counter-Strike' Lackluster”. The Tuscaloosa News. New Media Investment Group. Архивирано из оригинала 16. 8. 2017. г. Приступљено 7. 2. 2017.
4. ↑  „Money system in CS:GO explained”. Natus Vincere. Архивирано из оригинала 2. 1. 2017. г. Приступљено 2. 1. 2017.
5. ↑  Fahey, Rob (6. 6. 2003). „E3 2003: Counter-Strike”. Eurogamer. Архивирано из оригинала 22. 2. 2014. г. Приступљено 5. 2. 2014.
6. ↑  „Counter-Strike 1.6 Beta released”. Steam. Valve. 28. 1. 2013. Архивирано из оригинала 14. 2. 2013. г. Приступљено 5. 2. 2014.
7. ↑  „Counter-Strike 1.6 update released”. Steam. Valve. 1. 4. 2013. Архивирано из оригинала 16. 3. 2014. г. Приступљено 5. 2. 2014.
8. ↑  „Counter-Strike: Condition Zero for PC Reviews, Ratings, Credits, and More at Metacritic”. Metacritic.com. Архивирано из оригинала 2. 11. 2012. г. Приступљено 20. 11. 2012.
9. ↑  „Counter-Strike: Source beta begins”. GameSpot. CNET Networks. 11. 8. 2004. Архивирано из оригинала 14. 3. 2014. г. Приступљено 1. 7. 2008.
10. ↑  „Counter-Strike: Source update history”. Valve. Архивирано из оригинала 22. 2. 2014. г. Приступљено 1. 7. 2008.
11. ↑  „Counter-Strike: Source Strike ATI Customer”. Advanced Micro Devices. Архивирано из оригинала 9. 4. 2010. г. Приступљено 1. 7. 2008.
12. ↑  „Counter-Strike: Source Update Released”. Steam. Valve. Архивирано из оригинала 22. 2. 2014. г. Приступљено 23. 6. 2010.
13. ↑  Dawe, Liam (5. 2. 2013). „Counter Strike Source Has Been Added To The CDR And Apparently Installable Too”. GamingOnLinux. Приступљено 5. 2. 2014.[мртва веза]
14. ↑  Rizzo, Marco (22. 3. 2023). „Valve announce Counter-Strike 2”. HLTV. Приступљено 22. 3. 2023.
15. ↑  Stedman, Alex (22. 3. 2023). „Counter-Strike 2 Revealed Out of Nowhere, Release Window Confirmed”. IGN (на језику: енглески). Приступљено 22. 3. 2023.
16. ↑  Roth, Emma; Clark, Mitchel (22. 3. 2023). „Valve announces Counter-Strike 2, a free replacement for CS:GO”. MSN (на језику: енглески). Приступљено 22. 3. 2023.
17. ↑  „Your Time is Now”. www.counter-strike.net. Приступљено 3. 9. 2023.
18. ↑  „How to play Counter-Strike 2 beta: Valve sends invites to more players for limited test”. Dexerto (на језику: енглески). Приступљено 3. 9. 2023.
19. ↑  Niizumi, Hirohiko (27. 9. 2004). „Nvidia partners with Namco”. GameSpot. CBS Interactive. Архивирано из оригинала 7. 3. 2015. г. Приступљено 25. 7. 2015.
20. ↑  Waugh, Eric-Jon (27. 3. 2006). „GDC: The Localization of Counter-Strike in Japan”. Gamasutra. UBM plc. Архивирано из оригинала 24. 9. 2015. г. Приступљено 25. 7. 2015.
21. ↑  „Q&A: Valve Explains Why PC Gaming's Gaining Steam”. Gamasutra. 6. 3. 2008. Архивирано из оригинала 12. 11. 2011. г. Приступљено 6. 3. 2008.
22. ↑  Mallory, Jordan (6. 4. 2012). „Nexon, Valve announce Counter-Strike Online 2 for Asian territories”. Joystiq. Архивирано из оригинала 4. 3. 2015. г. Приступљено 1. 4. 2013.
23. 1 2  Köhler, Stefan (26. 10. 2014). „Tod durch Untote” [Death by Undead]. GameStar (на језику: немачки). стр. 2. Архивирано из оригинала 30. 6. 2015. г. Приступљено 25. 7. 2015.
24. ↑  Yin-Poole, Wesley (23. 9. 2014). „Here's a (very) quick look at Counter-Strike Nexon: Zombies”. Eurogamer. Gamer Network. Архивирано из оригинала 30. 7. 2015. г. Приступљено 25. 7. 2015.
25. ↑  Prescott, Shaun (7. 10. 2014). „Counter-Strike Nexon: Zombies ambles onto Steam today”. PC Gamer. Future Publishing. Архивирано из оригинала 29. 5. 2016. г. Приступљено 25. 7. 2015.
26. 1 2  O'Connor, Alice (25. 9. 2014). „Counter-Strike Nexon: Zombies Shambles Into Open Beta”. Rock, Paper, Shotgun. Архивирано из оригинала 23. 7. 2015. г. Приступљено 25. 7. 2015.
27. ↑  „Counter-Strike Nexon: Studio”. SteamDB. Архивирано из оригинала 3. 5. 2020. г. Приступљено 3. 5. 2020.
28. ↑  Mitchell, Ferguson (4. 9. 2018). „Esports Essentials: The Legacy of Counter-Strike”. The Esports Observer. Архивирано из оригинала 16. 05. 2021. г. Приступљено 13. 1. 2020.
29. ↑  Llewellyn, Thomas (17. 9. 2018). „An eSports phenomenon: Counter-Strike”. National Science and Media Museum. Приступљено 27. 12. 2019.